# Puccinia euphrasiana
Puccinia euphrasiana är en svampart som beskrevs av G. Cunn. 1924. Puccinia euphrasiana ingår i släktet Puccinia och familjen Pucciniaceae.   Inga underarter finns listade i Catalogue of Life.